# Каширское благочиние (Коломенская епархия)
Каширское благочиние — округ Коломенской епархии Русской православной церкви, объединяющий приходы в пределах городского округа Кашира Московской области.
В составе округа 19 приходов. Благочинный округа — иерей Валерий Сосковец, настоятель Введенского храма в Кашире.

## Храмы благочиния

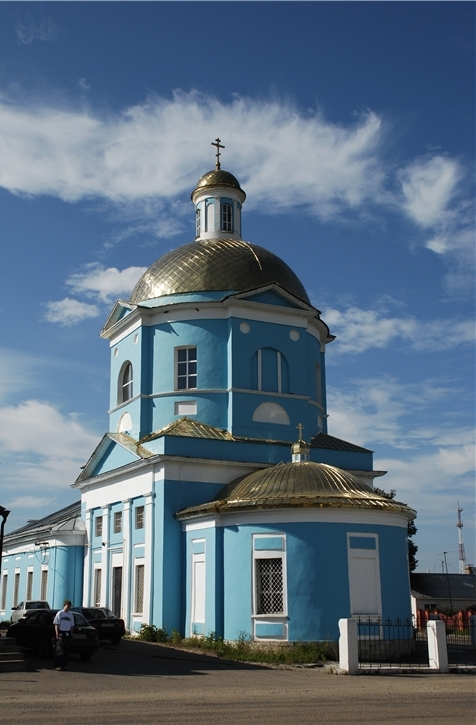
Храм Вознесения в Кашире

### село Баскачи
- Богоявленская церковь

### село Завалье
- Богородицерождественская церковь

### село Завалье-2
- Покровская церковь

### село Злобино
- Церковь Архистратига Михаила, построена в 1815 году, еще два престола во имя Иоанна Воина, престольный праздник в селе Злобине 12 августа, и Якова брата Господня, сейчас идет реставрация, но очень медленно. Настоятель Иеромонах Амвросий

### город Кашира
- Успенский собор
- Введенский храм
- Церковь Флора и Лавра
- Преображенский собор
- Церковь Николы Ратного
- церковь Вознесения
- Церковь святителя Николая

### село Кокино
- Богоявленская церковь

### село Колтово
- церковь Рождества Богородицы

### город Ожерелье
- церковь Святых мучениц Веры, Надежды, Любови и Софии

### деревня Полудьяково
- Никольская церковь

### село Растовцы
- Казанская церковь

### село Большое Руново
- Вознесенская церковь
- Преображенский храм

### село Стародуб
- Преображенская церковь[1]

### деревня Тарасково
- Храм Казанской иконы Божией Матери

## Канцелярия благочиния
Московская область, Каширский район, город Кашира, Успенский собор, площадь Володарского, дом 3.Телефон (496) 693-15-41, 693-23-63.